# Another country: A north of 60 mystery
Another country: A north of 60 mystery is een Canadees televisiedrama uit 2003 geregisseerd door Gary Harvey.
Hoofdrollen waren weggelegd voor Tina Keeper, Dakota House, Hugh Thompson en Ron White. De film duurt 93 minuten.

## Verhaal
Het altijd zo lieve indianenopperhoofd Teevee Tenia (Dakota House) wordt op een dag opgepakt en in de gevangenis gestopt. Agente Michelle Kenidi (Tina Keeper) weet al meteen dat Teevee onschuldig vastzit en doet er alles aan om zijn onschuld te verklaren. Na een tijd in de gevangenis gezeten te hebben, ontsnapt Teevee Tenia. De agenten proberen hem terug te vinden. Michelle weet waar hij zich bevindt. Ze twijfelt alleen of ze hem moet aangeven of niet. Haar carrière staat op het spel, dus kan ze weinig anders dan de waarheid vertellen.